# Der Sterbewalzer
Der Sterbewalzer ist ein österreichisches Stummfilm-Liebesdrama aus dem Jahr 1914 mit dem jungen Paul Richter in einer der Hauptrollen.

## Handlung
Die Handlung ist eine klassische Dreiecksgeschichte – eine Frau zwischen zwei Männern, die zugleich beste Freunde sind. Die beiden Männer heißen Gregor und Felix, sind Husarenoffiziere und haben sich beide in Mascha, die Tochter eines Advokaten, verliebt. Beide möchten das hübsche Mädchen gern heiraten, doch wissen sie nicht, wem Mascha den Vorzug geben wird. Während Gregor aus wohlhabendem Hause stammt, ist der blonde Felix eher mittellos. Letztgenannter ist derjenige, der schließlich das große Los zieht, da Mascha seine Gefühle erwidert. Doch die beiden Männer wissen noch nichts von Maschas Entscheidung und beschließen, dem Mädchen zu schreiben. Sie solle demjenigen ihre Gunst schenken, dem sie beim anstehenden Ballabend in ihres Vaters Haus den Vorzug des ersten Tanzes gibt. Gregor und Felix verabreden jedoch, ohne jemandem davon zu verraten, dass derjenige von ihnen beiden, der das Nachsehen haben wird, freiwillig und ohne Groll gegen den anderen anschließend aus dem Leben scheiden solle.
Diese fürchterliche Abmachung soll fatale Folgen haben, denn Maschas Vater ist in akute Geldschwierigkeiten gelangt, und so fühlt sich die junge Frau als brave Tochter dazu genötigt, dem ungeliebten aber reichen Gregor den ersten Tanz zu schenken, in der Hoffnung, dadurch dem Vater aus dem finanziellen Engpass zu helfen. Sie weiß nicht, dass sie damit das Todesurteil für Felix, den Mann, den sie über alles liebt, unterschreibt. Während Felix verschwindet, tanzt sie mit Gregor, gesteht ihm aber nach dem Tanz die wahren Gründe für ihre Entscheidung ein. Da kann Gregor auch nicht mehr an sich halten und erzählt Mascha vom geheimen Zusatzprotokoll ihrer tödlichen Abmachung. Sofort eilen beide ins Freie und suchen verzweifelt nach Felix. In seiner Wohnung finden sie ihn an. Er ist tot – dieser letzte Tanz wurde für ihn zum Sterbewalzer.

## Produktionsnotizen
Der Sterbewalzer, oftmals auch fälschlicherweise unter Sterbewalzer geführt, wurde im Herbst 1913 in Wien gedreht und kam am 20. Februar 1914 ebendort zur Uraufführung. Er besaß drei (nach anderen Quellen vier) Akte und war rund 1200 Meter lang.
Paul Richter und der erfahrene Theaterschauspieler Eugen Jensen gaben hier ihr Filmdebüt, die beiden anderen Hauptdarsteller mutmaßlich ebenfalls.

## Kritiken
„Dieser in seinem Aufbau hervorragende Film ist nicht nur von Szene zu Szene fesselnd und abwechslungsreich, sondern auch von außerordentlich dramatischer Bewegtheit. Kein Schaustück, sondern ein vornehmes Schauspiel wird hier geboten. Die Photographie ist vorzüglich und die Darsteller des Werkes in den Hauptrollen (Berta Borutin, Eugen Jensen und Paul Richter) bieten ganz vorzügliche Leistungen. Der ganze Film ist vermöge seiner Eigenart und seiner künstlerischen Durchführung ein Kabinettstück moderner Filmkunst.“

In der Neuen Freien Presse hieß es am 22. Februar 1914: „Felix Dörmann ist ja als Schilderer wienerischer Milieus und Charaktere besonders geschätzt. Mit dem sicheren Blick des gewiegten Theatermannes ist der Liebesroman zweier junger, schmucker Husarenoffiziere aufgebaut, deren Herzen ein und demselben Mädchen zugetan sind. (…) Die Freundschaft siegt über das Leben. (…) Von dramatischer Wucht ist der Moment, wo die Entscheidung über das Geschick der Liebenden fällt: der, dem das Mädchen den erste Walzer gewährt, erringt ihre Hand, der andere ist verloren. Darum der Titel ‚Der Sterbewalzer‘.  (…) Der Film, dessen lebendige Gesellschaftsszenen besonders zu rühmen sind, macht der Wiener Filmgesellschaft ‚Duca‘ alle Ehre.“

„Der Sterbewalzer ist ein Glanzpunkt der österreichischen Filmerzeugung (…) Das Drama ist herrlich gespielt. Der Darsteller des Felix steht den bedeutendsten Filmgrößen um nichts nach. Er ist eine ungemein sympathische Erscheinung von großer künstlerischen Gestaltungskraft. Eugen Jensen als Rechtsanwalt bekundet den guten Schauspieler. Die Tochter Mascha wird vollendet gespielt und der zweite Husar Gregor reiht sich verständnisvoll dem Ensemble an. Ein durchwegs gelungener Film.“